# Juan Antonio Guajardo Anzaldúa
Juan Antonio Guajardo Anzaldúa, né le 30 novembre 1958 et mort le 29 novembre 2007, est un homme politique mexicain. 
Au cours de sa carrière politique, il est maire de Río Bravo, sénateur ainsi que député. Il appartenait au Parti du travail.
Juan Antonio Guajardo Anzaldúa, est assassiné avec cinq personnes, alors qu'il sortait d'un café de Río Bravo.